# WestLB Dortmund
Der Deilmann-Bau in Dortmund ist ein in der Nähe des Hauptbahnhofes 1975 bis 1978 für die WestLB errichtetes Büro- und Geschäftshaus. Der Entwurf stammt, wie bei ähnlichen Gebäuden am Hauptsitz der WestLB AG in Düsseldorf, in Köln und in Münster, vom Architekten Harald Deilmann.
Aufgrund seiner zeittypischen, von der Pop-Art inspirierten Architektur wurde das Haus 2011 als Baudenkmal in die Denkmalliste der Stadt Dortmund eingetragen.
Seit Zerschlagung der WestLB im Zuge der Bankenkrise befindet sich der Bau derzeit im Besitz der Lanber GmbH in Marl.
Mieter eines Teilgebäudes ist die Commerzbank als Rechtsnachfolgerin der Dresdner Bank. Nach zweijähriger Bauzeit wurde der ursprünglich von der WestLB genutzte Gebäudeteil in ein Ärzte- und Gesundheitszentrum umgewandelt. Die untere Etage wird durch verschiedene gastronomische Einrichtungen bespielt; die Räumlichkeiten des vormaligen Pubs Limerick wurden durch eine neue Bar mit Diskothek bezogen.

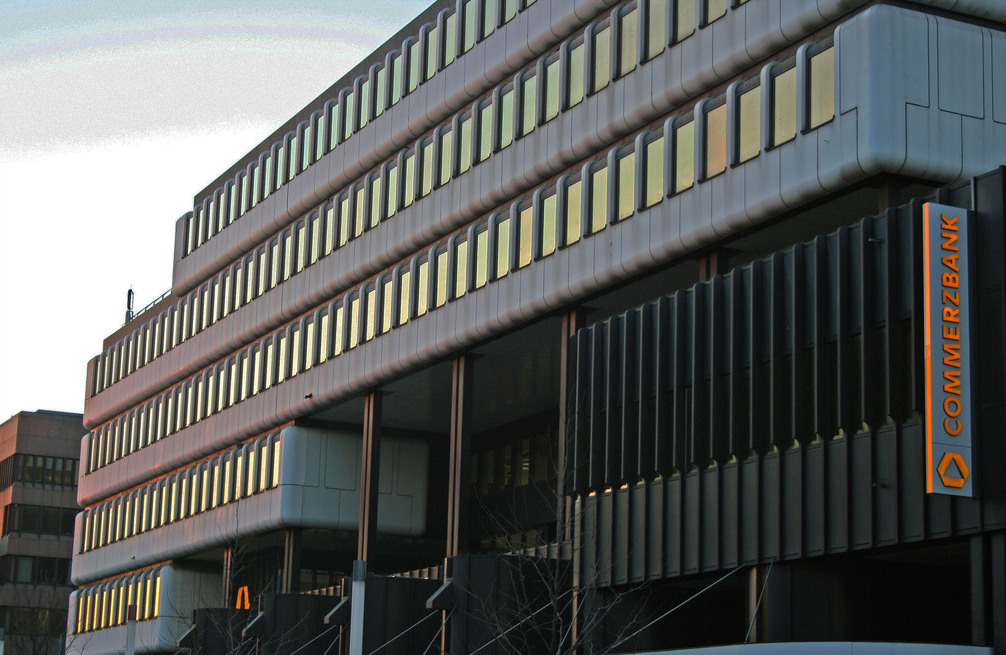
Geschäftshaus der Nachkriegsmoderne an der Kampstraße 45 (ehem. WestLB/Dresdner Bank)

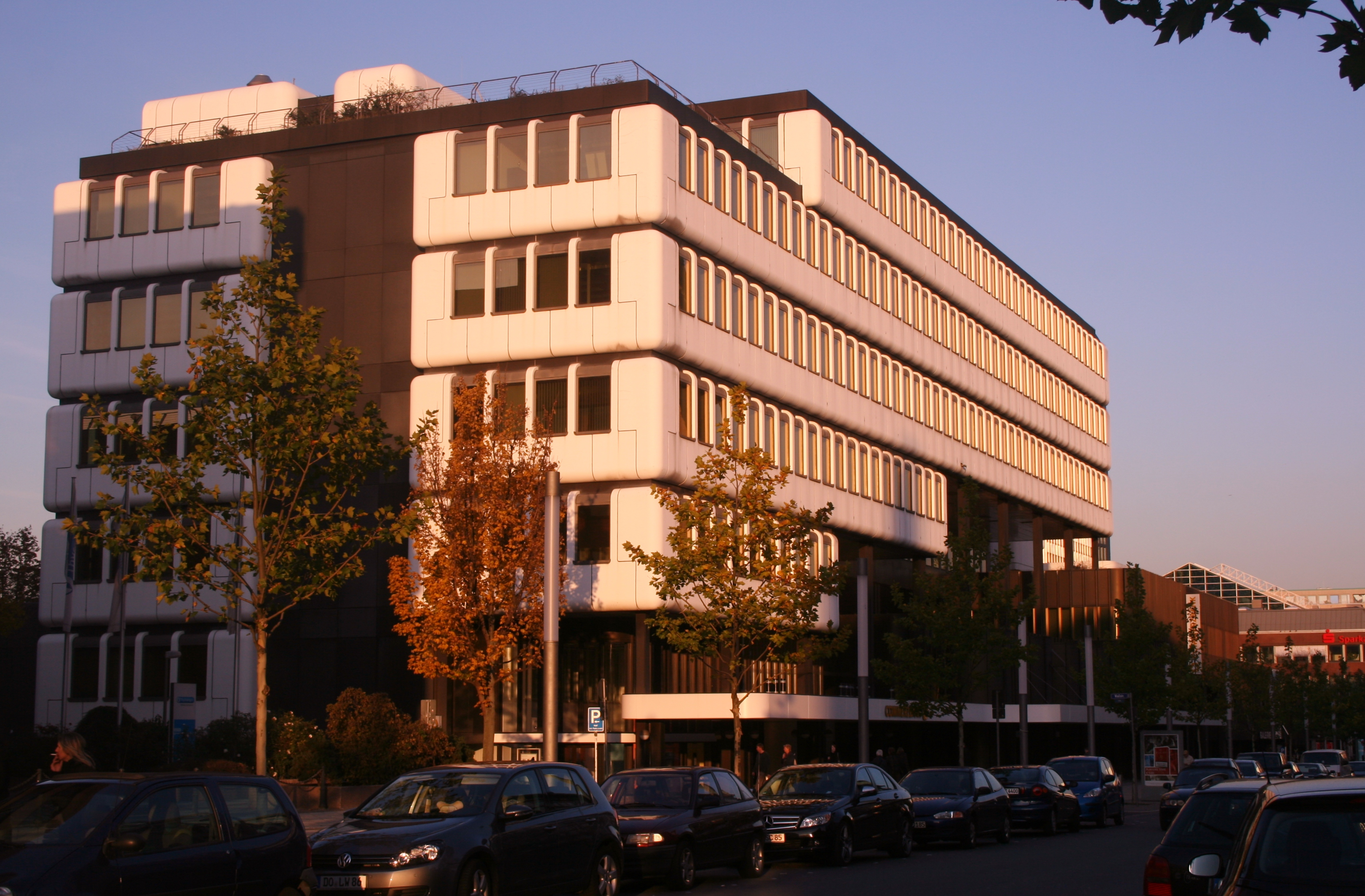
Ansicht Kampstraße, Blick von Südwesten